# Masayoshi Okada
Masayoshi Okada (en japonais :岡田 正義), né le 24 mai 1958, à Nishitōkyō, est un ancien arbitre japonais de football. Il fut élu "Arbitre japonais de l'année 2007" et arrêta en 2009.

## Carrière
Il a officié dans des compétitions majeures : 
- Kirin Cup 1994 (1 match)
- Coupe du monde de football des moins de 20 ans 1995 (1 match)
- Kirin Cup 1995 (1 match)
- CAN 1996 (2 matchs)
- Coupe d'Asie des nations de football 1996 (3 matchs)
- Coupe du monde de football de 1998 (1 match)
- Copa América 1999 (1 match)
- Kirin Cup 2001 (1 match)